# Guatemala i olympiska sommarspelen 1980
Guatemala deltog i de olympiska sommarspelen 1980 med en trupp bestående av 10 deltagare. Ingen av landets deltagare erövrade någon medalj.